# هنري دبليو. برينكمان
هنري دبليو. برينكمان (بالإنجليزية: Henry W. Brinkman)‏ هو مهندس معماري أمريكي، ولد في 30 أبريل 1881، وتوفي في 7 ديسمبر 1949.